# Jorge Linares
Jorge Luis Linares Palencia  (nacido el 22 de agosto en 1985) es un boxeador profesional de Venezuela. Ha sido campeón de peso pluma y súper pluma del WBC, y campeón del mundo del peso ligero WBC Y WBA, además de ser campeón plata ligero del WBC. Linares vive actualmente en Las Vegas, EE. UU. El hermano mayor de Jorge es el boxeador Nelson Linares. Fue campeón ligero de la WBA y de The Ring.

## Carrera aficionado
Fue campeón nacional juvenil, categoría wélter. Fue miembro de la selección nacional y participó en dos preolímpicos. Su récord aficionado fue de 89-5. Algunos de sus otros logros incluyen: 
- 1999 Medalla de Oro de Venezuela Juniors Campeonato Nacional (14 años)
- 1999 Medalla de Oro de Venezuela Juniors Venezuela Panamá
- 2000 Medalla de Plata Campeonato Nacional (15 años)
- 2001 Medalla de Oro de Venezuela Campeonato Nacional Juvenil (16 años)

## Carrera profesional
Linares debutó profesionalmente como boxeador en diciembre de 2002, entrenado por el equipo Teiken Boxing Gym. Allí fue entrenado por Sendai Tanaka y Antonio Esparragoza, quien fue entrenado por el maestro de Tanaka, Amilcar Brusa, que le dio a Linares el apodo de "El niño de oro." 
El 21 de julio de 2007, Linares ganó la vacante de la WBC en el campeonato mundial intermedio de peso pluma después de noquear a Oscar Larios, quien posteriormente heredaría su título, en la 10.ª ronda. Él ganó su primera defensa del título por KO en la octava ronda contra Gamaliel Díaz el 12 de diciembre de 2007 Linares abandonó el título el 13 de agosto de 2008 para subir a peso super pluma. 
Linares ganó el campeonato súper peso pluma de la AMB con un nocaut en la quinta ronda contra Whyber García el 28 de noviembre de 2008. Defendió el 27 de junio de 2009 contra Josafat Pérez por KO técnico en el octavo. Linares fue contratado con los Golden Boy Promotions en septiembre del 2009. Actualmente es co-promovido por ambos Teiken Promotions y Golden Boy Promotions. 
El 10 de octubre en 2009, Linares perdió su título de súper peso pluma de la AMB y su racha invicta, cuando fue derrotado por Juan Carlos Salgado en el primer asalto por KO técnico. Esta impresionante derrota fue llamada en el 2009, por la revista Ring, La Sorpresa del Año. 
En su regreso en la pelea el 31 de julio de 2010, Linares derrotó fácilmente al boxeador Mexico-Americano Rocky Juárez por decisión unánime 
Linares derrotó a Adrian Verdugo de México por un KO técnico en el séptimo asalto de un combate de peso ligero a diez asaltos en Mazatlán, Sinaloa, México, el 28 de mayo de 2011. Después de esa pelea, Linares ha entrenado con Freddie Roach en el Wild Card Boxing Club de Hollywood, junto con el equipo de boxeo olímpico de EE. UU. en Colorado Springs, Colorado, y sirvió como compañero de entrenamiento de Manny Pacquiao en Baguio, en Filipinas. 
Linares luchó por la vacante del título peso ligero de WBC contra Antonio DeMarco en el Staples Center el 15 de octubre de 2011. El superó a DeMarco 216 a 97 en golpes totales conseguidos, pero perdió por KO técnico después de haber sufrido un gran corte en la nariz finalmente permitiendo a DeMarco comenzar a golpear contra él, lo que obligó al árbitro detener la pelea en el undécimo asalto. Además de su propio deseo, la Golden Boy Promotions y Teiken Promotions apelaron a la WBC para una revancha. 
Una revancha con Antonio DeMarco había sido programada antes de tiempo para llevarse a cabo en el Home Depot Center el 7 de julio. Sin embargo Linares perdió con Sergio Thompson en una eliminatoria por el título ligero del CMB a través de un KO en el segundo asalto en Cancún, México el 31 de marzo de 2012. 
Linares se enfrentó a Jorge Francisco Contreras el 10 de diciembre de 2013, noqueándolo sensacionalmente en el primer asalto. 
El 8 de marzo de 2014, enfrentó al japonés Nihito Arakawa ganando por decisión unánime el combate.

#### Linares vs. Lomachenko
El acuerdo se alcanzó después de que ESPN acordó televisar la pelea a las 8 p. m. ET / 5 p. m. PT, por lo que se emitiría antes de la transmisión de HBO el mismo día. El Madison Square Garden en la ciudad de Nueva York fue confirmado como el lugar. El 21 de marzo, la pelea fue anunciada oficialmente. El 28 de marzo, el entrenador de Linares, Ismael Salas, declaró que probablemente no estaría en su rincón para la pelea debido a conflictos de programación. Salas estaba en Londres en ese momento entrenando a David Haye para su revancha con Tony Bellew, que tendría lugar una semana antes el 5 de mayo. Linares luego declaró que el veterano Rudy Hernández encabezaría su esquina[cita requerida].

## Récord profesional
| 47 Ganadas (29 KOs), 8 Derrotas |        |                      |      |                 |            |                                                           |                                                                              |
| Res.                            | Récord | Oponente             | Tipo | Rd., Tiempo     | Fecha      | Localidad                                                 | Notas                                                                        |
| D                               | 47-8   | Zhora Hamazaryan     | UD   | 10              | 11-12-2022 | DIVS, Ekaterinburg, Rusia                                 |                                                                              |
| D                               | 47-7   | Zaur Abdullaev       | TKO  | 12 (12), 2:28   | 19-02-2022 | RCC Boxing Academy, Ekaterinburg, Rusia                   | Por el Título de la WBC Silver del peso ligero.                              |
| D                               | 47-6   | Devin Haney          | UD   | 12              | 29-05-2021 | Michelob Ultra Arena, Paradise, Nevada                    | Por el Título Mundial de la WBC del peso ligero.                             |
| G                               | 47-5   | Carlos Morales       | KO   | 4 (12), 2:09    | 14-02-2020 | Honda Center, Anaheim, California                         | Pelea sin título                                                             |
| G                               | 46-5   | Al Togoyon           | UD   | 10              | 07-09-2019 | Korakuen Hall                                             | Pelea sin título                                                             |
| D                               | 45-5   | Pablo Cesar Cano     | TKO  | 1 (12); 2:48    | 18-01-2019 | Madison Square Garden, Nueva York                         | Por el título WBC International Silver del peso superligero                  |
| G                               | 45-4   | Abner Cotto          | KO   | 3 (12); 1:31    | 29-09-2018 | Fantasy Springs Casino, Indio, California                 |                                                                              |
| D                               | 44-4   | Vasyl Lomachenko     | TKO  | 10 (12); 2:08   | 12-05-2018 | Madison Square Garden, Nueva York                         | Pierde el Título Mundial de la WBA y el The Ring de la categoría ligero.     |
| G                               | 44-3   | Mercito Gesta        | UD   | 12              | 27-01-2018 | The Forum, Inglewood, California                          | Retiene el Título Mundial de la WBA y el de The Ring de la categoría ligero. |
| G                               | 43-3   | Luke Campbell        | SD   | 12              | 23-09-2017 | The Forum, Inglewood, California                          | Retiene el Título Mundial de la WBA y el de The Ring de la categoría ligero. |
| G                               | 42-3   | Anthony Crolla       | UD   | 12              | 25-03-2017 | Manchester Arena, Mánchester                              | Retiene el Título Mundial de la WBA y el de The Ring de la categoría ligero. |
| G                               | 41-3   | Anthony Crolla       | UD   | 12              | 24-09-2016 | Manchester Arena, Mánchester                              | Gana el Título Mundial de la WBA y de The Ring de la categoría ligero.       |
| G                               | 40-3   | Iván Cano            | KO   | 4 (12); 0:58    | 10-10-2015 | El Poliedro, Caracas                                      | Retiene el Título Mundial del WBC de la categoría ligero.                    |
| G                               | 39-3   | Kevin Mitchell       | TKO  | 10 (12); 2:57   | 30-05-2015 | O2 Arena (Millenium Dome), Greenwich, Londres             | Retiene el Título Mundial del WBC de la categoría ligero.                    |
| G                               | 38-3   | Javier Prieto        | KO   | 4 (12); 1:50    | 30-12-2014 | Kokugikan, Tokio                                          | Ganó el Título Mundial vacante del WBC de la categoría ligero.               |
| G                               | 37-3   | Ira Terry            | KO   | 2 (10); 1:21    | 16-08-2014 | StubHub Center , Carson , California                      |                                                                              |
| G                               | 36-3   | Nihito Arakawa       | UD   | 10              | 03-08-2013 | MGM Grand Garden Arena, Paradise, Nevada                  |                                                                              |
| G                               | 35-3   | Francisco Contreras  | TKO  | 1 (10)          | 10-11-2013 | Ryōgoku Kokugikan, Tokio                                  |                                                                              |
| G                               | 34-3   | Berman Sánchez       | TKO  | 3 (10)          | 25-08-2013 | Ariake Coliseum, Tokio                                    |                                                                              |
| G                               | 33-3   | David Rodela         | TKO  | 8 (10)          | 16-03-2013 | Grand Oasis Resort, Cancún, Quintana Roo                  |                                                                              |
| G                               | 32-3   | Hector Velazquez     | UD   | 10              | 07-10-2012 | Complejo centro de convenciones de Sacramento, California |                                                                              |
| D                               | 31-3   | Sergio Thompson      | TKO  | 2 (12)          | 31-03-2012 | Oasis Hotel Complex, Cancún, Quintana Roo                 |                                                                              |
| D                               | 31-2   | Antonio DeMarco      | TKO  | 11 (12)         | 15-10-2011 | Staples Center, Los Ángeles, California                   | Por el Título Mundial vacante del WBC en la categoría ligero.                |
| G                               | 31-1   | Adrian Verdugo       | TKO  | 7 (10), (1:42)  | 28-05-2011 | Centro de Convenciones, Mazatlán, Sinaloa                 |                                                                              |
| G                               | 30-1   | Jesús Chávez         | RTD  | 4 (12), (3:00)  | 24-10-2010 | Kokugikan, Tokio                                          |                                                                              |
| G                               | 29-1   | Rocky Juárez         | UD   | 12              | 31-07-2010 | Mandalay Bay Resort & Casino, Las Vegas, Nevada           | Gana el título interino FEDELATIN de la WBA en la categoría ligero.          |
| G                               | 28-1   | Francisco Lorenzo    | MD   | 12              | 27-03-2010 | Polideportivo José María Vargas, La Guaira                |                                                                              |
| D                               | 27-1   | Juan Carlos Salgado  | TKO  | 1 (12), (1:13)  | 10-10-2009 | Gimnasio Yoyogi, Tokio                                    | Pierde el Título Mundial de la WBA de la categoría superpluma.               |
| G                               | 27-0   | Josafat Pérez        | TKO  | 8 (12), (2:02)  | 27-06-2009 | Plaza de Toros, Nuevo Laredo, Tamaulipas                  | Retiene el Título Mundial de la WBA de la categoría superpluma.              |
| G                               | 26-0   | Whyber García        | TKO  | 5 (12), (1:08)  | 28-11-2008 | Centro de Convenciones Atlapa, Ciudad de Panamá           | Ganó el Título Mundial vacante de la WBA de la categoría superpluma.         |
| G                               | 25-0   | Gamaliel Diaz        | KO   | 8 (12), (2:02)  | 15-12-2007 | Plaza de Toros, Cancún                                    | Retiene el Título Mundial del WBC de la categoría pluma.                     |
| G                               | 24-0   | Óscar Larios         | TKO  | 10 (12), (2:37) | 21-07-2007 | Mandalay Bay Resort & Casino, Las Vegas, Nevada           | Ganó el Título Mundial del WBC de la categoría pluma.                        |
| G                               | 23-0   | Ramiro Lara          | TKO  | 3 (10), (1:37)  | 03-02-2007 | Korakuen Hall, Tokio                                      |                                                                              |
| G                               | 22-0   | Humberto Martínez    | TKO  | 6 (10), (2:34)  | 7-10-2006  | Korakuen Hall, Tokio                                      |                                                                              |
| G                               | 21-0   | Pedro Navarrete      | UD   | 10              | 03-06-2006 | Korakuen Hall, Tokio                                      |                                                                              |
| G                               | 20-0   | Saohin Srithai Condo | UD   | 10              | 01-04-2006 | Korakuen Hall, Tokio                                      |                                                                              |
| G                               | 19-0   | Jeffrey Onate        | KO   | 1 (10), (1:59)  | 7-01-2006  | Korakuen Hall, Tokio                                      |                                                                              |
| G                               | 18-0   | Denchai Sor Tiebkoon | TKO  | 1 (10), (2:30)  | 3-11-2005  | Seúl, Corea del Sur                                       |                                                                              |
| G                               | 17-0   | Ayon Naranjo         | UD   | 6               | 25-09-2005 | Arena, Yokohama, Kanagawa                                 |                                                                              |
| G                               | 16-0   | Jesus Pérez          | RTD  | 4 (10), (3:00)  | 13-08-2005 | Círculo Militar, Maracay                                  |                                                                              |
| G                               | 15-0   | Jean Javier Sotelo   | TKO  | 2 (10), (1:56)  | 26-05-2005 | Estadio Luna Park, Buenos Aires                           | Ganó el título vacante FEDECENTRO de la WBA en la peso pluma                 |
| G                               | 14-0   | Luis Pérez Vicente   | KO   | 4 (6), (1:49)   | 16-04-2005 | Nihon Budokan, Tokio                                      |                                                                              |
| G                               | 13-0   | Melvin Ayudtud       | KO   | 1 (10), (2:07)  | 5-02-2005  | Korakuen Hall, Tokio                                      |                                                                              |
| G                               | 12-0   | Rafael Castillo      | TKO  | 4 (8), (2:16)   | 3-12-2004  | Figali Convention Center, Ciudad de Panamá                |                                                                              |
| G                               | 11-0   | Sung-Hoon Park       | KO   | 1 (10), (2:42)  | 2-10-2004  | Korakuen Hall, Tokio                                      |                                                                              |
| G                               | 10-0   | Renan Acosta         | UD   | 10              | 7-08-2004  | Korakuen Hall, Tokio                                      | Ganó el título vacante FEDELATIN de la WBA en la peso pluma                  |
| G                               | 9-0    | Michael Domingo      | UD   | 10              | 1-05-2004  | Korakuen Hall, Tokio                                      |                                                                              |
| G                               | 8-0    | Hugo Rafael Soto     | UD   | 10              | 31-01-2004 | El Poliedro, Caracas                                      | Ganó el título vacante FEDELATIN de la WBA en la peso supergallo             |
| G                               | 7-0    | Pederito Laurente    | UD   | 10              | 18-10-2003 | Korakuen Hall, Tokio                                      |                                                                              |
| G                               | 6-0    | Jung-Keun Woo        | KO   | 2 (8), (2:12)   | 20-09-2003 | Korakuen Hall, Tokio                                      |                                                                              |
| G                               | 5-0    | Thunder Ito          | TKO  | 3 (10), (2:44)  | 12-07-2003 | Pacifico, Yokohama, Kanagawa                              |                                                                              |
| G                               | 4-0    | Ariel Austria        | UD   | 8               | 19-04-2003 | Korakuen Hall, Tokio                                      |                                                                              |
| G                               | 3-0    | Singdam Monsaichon   | KO   | 3 (8), (1:02)   | 15-04-2003 | Korakuen Hall, Tokio                                      |                                                                              |
| G                               | 2-0    | Chawal Sor Vorapin   | UD   | 6               | 15-02-2003 | Korakuen Hall, Tokio                                      |                                                                              |
| G                               | 1-0    | Kyong-Soo Chung      | KO   | 1 (6), (0:45)   | 15-12-2002 | Gimnasio prefectural, Osaka, Osaka                        | Debut profesional de Linares.                                                |